# Franz Kartz
Franz Kartz (* 17. März 1907 in Mülheim an der Ruhr; † unbekannt) war ein deutscher Boxer.

## Biografie
Franz Kartz, trat bei den Olympischen Sommerspielen 1932 in Los Angeles im Leichtgewicht an. In der ersten Runde besiegte er den Japaner Otsu Shuko nach Punkten. Im Viertelfinale unterlag er dem späteren Olympiasieger Lawrence Stevens aus Südafrika nach Punkten. 
Kartz wurde 1929 im Leichtgewicht und 1930 bis 1932 im Mittelgewicht westdeutscher Meister. Zu dieser Zeit wurden nur regionale Meisterschaften ausgetragen.